# المشهد (عمران)
المشهد هي إحدى قرى الجمهورية اليمنية. تتبع جغرافيا لمحافظة عمران وإداريًا لمديرية قفلة عذر. يبلغ تعداد سكانها 2208 نسمة حسب الإحصاء الذي أجري عام 2004.